# Antonio Giarola
Antonio Giarola (Legnago, 16 luglio 1957) è un regista teatrale, attivo soprattutto in ambito circense, italiano.
Antonio Giarola è uno dei principali creativi del circo classico europeo e russo. Secondo il Dizionario dello spettacolo “Ha il merito di aver diffuso per primo in Italia la mentalità europea del circo di regia”.

## Biografia
Fa le sue prime esperienze culturali a partire dal 1978 quando fonda con altri artisti veneti il Gruppo Culturale di Iniziativa con il quale organizza vari eventi poetico-pittorici, collaborando con Felice Nalin e Dino Coltro. A partire dai primi anni ’80 collabora con il giornale L’Arena come critico teatrale.
Nello stesso periodo collabora con il Teatro Laboratorio – Teatro Scientifico di Verona, come assistente di Ezio Maria Caserta.
Si è laureato in drammaturgia al DAMS di Bologna, nel 1985 con Giuliano Scabia quale relatore.
Il suo primo lavoro di regia, con il quale ottiene una visibilità internazionale nel settore circense, è stato il Clown's Circus, che risulta essere il primo esempio di direzione teatrale applicata al circo classico nella storia del circo italiano.
È stato uno dei fondatori dell’Accademia d'Arte Circense di Verona nel 1988, dove ha insegnato Storia del circo (1988-1989).
Ha diretto il Festival Internazionale del Circo Città di Verona (1992-1994).
Dal 2009 al 2011, è stato co-direttore artistico del Salieri Opera Festival di Legnago.
Come storico e poeta è autore di varie pubblicazioni.
È stato membro della Commissione per i circhi e spettacoli viaggianti presso il MIBAC (1996-2002).
Tra il 2003 e 2007 ha fatto parte del consiglio direttivo dell’European Circus Association, per conto dell’Ente Nazionale Circhi, venendo poi invitato ad una audizione presso il parlamento europeo sul tema “Circo e cultura”, 2006.
Nel 2016 e 2017, è stato invitato dal circo di stato russo (Rosgocirk) quale relatore al “Saint-Petersburg International Cultural Forum”.
Dal 2008 è presidente dell'Associazione Nazionale Sviluppo Arti Circensi (ANSAC) e del Centro Educativo di Documentazione delle Arti Circensi (CEDAC) a Verona.
È il presidente dell’Accademia Gala d’Oro e docente in discipline di drammaturgia equestre.
Dal 2019 è direttore artistico del carnevale veronese.
Dal 2021 è direttore artistico dell'International Salieri Circus Award, il primo festival competitivo circense in teatro con musica classica e d'Arte, che vede dall'edizione 2022 si avvale di un'orchestra sinfonica diretta dal maestro Diego Basso.

## Teatrografia
- Il Circo, una festa - Clown’s Circus - tournée Italia, 1984[6]
- Il Circo in Arena- Il Florilegio di Darix Togni, Verona, poi tournée in Francia e in Belgio 1991-1998
- Zlatne Grive – Arena, Pola, Croazia, 1988–1989
- La briglia d’oro, Gala d'Oro – Fieracavalli, Verona, 1991
- Il cavallo e le Americhe, Gala d'Oro – Fieracavalli, Verona, 1992
- Omaggio a Federico - Antico Circo Orfei, Roma, direzione associata con Ambra Orfei, 1994
- A Cena con Casanova - Le Commedie Vagabonde Fratelli Togni, Roma, 1998
- Circo de Madrid - by fam. Bellucci, tournée in Grecia, 2001
- Fantasia equestre, Gala d'Oro – Fieracavalli, Verona, regia associata con Flavio Togni, 2001
- Il Circo Classico - Hermann Renz, tournée olandese, 2006
- Bellissimo - Hermann Renz, Tournée olandese e poi Parigi con l’insegna Cirque Jean Richard, 2007
- Gitano - Hermann Renz, tournée olandese, 2009
- Rêve, an equestrian dream – Bobbejaanland, Belgio, 2009
- Horselyric, Gala d'Oro – Fieracavalli, Verona, 2007-2010
- Ringraziamento all'Arte ch'io professo, testi e musica di Antonio Salieri, Salieri Opera Festival, Legnago, Verona (2009 -2011) con Ugo Pagliai nel ruolo di Antonio Salieri.[7]
- Celebration, Gala d'Oro – Fieracavalli, Verona, 2011
- Varietas Delectat con RBR Dance Company - tournée in Italia e a San Pietroburgo, Russia, (2009-2012).[8]
- Symphonia, Gala d'Oro – Fieracavalli, Verona, 2012
- Alchimie équestre, Cirque, Jules Verne, Amiens; direzione associata con Mario Luraschi, 2012
- Horse Music - Nuit du Cheval, Parigi, 2013
- Opera, Gala d'Oro – Fieracavalli, Verona, 2013
- Horse Dance- Nuit du Cheval, Parigi, 2014[9]
- La Nuit des Masters, Paris Show Jumping – Parigi, 2014
- Visions, Gala d'Oro – Fieracavalli, Verona, 2014
- Carnevale - Circo Nikulin, Mosca, Russia, 2015
- Il Circo di Zeus con RBR Dance Company - tournée nazionale, 2015
- Ladies, Gala d'Oro – Fieracavalli, Verona, 2015
- White. Viaggio nel colore dei sogni - Teatro equestre, Verona (2014-2016)[10]
- Veneziano - Circo Nikulin, Iževsk, Russia, 2016[11]
- Hi-Ten Show, Sanya, Cina, direzione associata con Joseph Bouglione, 2016
- Hi-ten Show, Lijiang, Cina, 2016
- Sensations, Gala d'Oro – Fieracavalli, Verona, 2016
- Magnifique, Gala d'Oro – Fieracavalli, Verona, 2017
- Venice Tribute - Hi-Ten Circus, Pechino, Cina, 2018
- Anniversary, Gala d'Oro – Fieracavalli, Verona, 2018
- Rêve  - Salon du Cheval d'El Jadida, El Jadida, Marocco, 2019
- Horse Dreaming, Qingdao, Cina, direzione associata con Mario Luraschi, 2019
- Dreams, Gala d'Oro – Fieracavalli, Verona, 2019
- Clowndestino, cortometraggio, 2019
- La Promessa di Antonio Giarola, con il Teatro Scientifico-Teatro Laboratorio di Verona, Torri del Benaco, Castello Scaligero, 2007, 2008 e 2020[12]
- Fantastika - Circo Nikulin, Mosca, Russia, 2020
- Chakras. Viaggio nei colori dei sogni - Teatro equestre, Italia, 2022
- Sable - Salon du Cheval d'El Jadida, El Jadida, Marocco, 2022
- Meraviglia, Gala d'Oro – Fieracavalli, Verona, 2022
- International Salieri Circus Award - Teatro Salieri di Legnago, 2021-2023
- Marocco, Land of colors - Salon du Cheval d'El Jadida, El Jadida, Marocco, 2023
- Artè, Gala d'Oro – Fieracavalli, Verona, 2023
- Art et harmonie - Salon du Cheval d'El Jadida, El Jadida, Marocco, 2024
- Pathos, Gala d'Oro d'Oro – Fieracavalli, Verona, 2024

## Pubblicazioni

### Saggistica
- Circo "classico" e "nuovo" circo in Italia e all'Estero, La Biennale di Venezia - musicateatrodanza n. 4, 2000
- Il circo contemporaneo: alla ricerca di una nuova identità, in Aa. Vv.Il Circo e la Scena. Forme dello spettacolo contemporaneo, a c. di Gigi Cristoforetti e Alessandro Serena, Edizioni La Biennale di Venezia, 2001
- CEDAC - Documenti e attività 2003-2006, (con Alessandro Serena), Edizioni ANSAC-CEDAC, 2006
- CEDAC – Documenti e attività 2007-2008 (con Alessandro Serena), Edizioni ANSAC-CEDAC, 2008
- Acrobati, clown, cani e scimmie in teatro: immagini d’archivio (con Alessandro Serena), in Quaderni dello spettacolo n. 84, Comune di Bergamo, Assessorato allo spettacolo, 2008
- CEDAC – Documenti e attività 2009-2010, (con Alessandro Serena), Edizioni Equilibrando, 2010 ISBN 978-88-95424-01-9
- CEDAC – Documenti e attività 2011-2012, (con Alessandro Serena), Edizioni Equilibrando, 2012 ISBN 978-88-95424-03-3
- Corpo Animali Meraviglie. Le arti circensi a Verona tra Sette e Novecento, (con Alessandro Serena), Edizioni Equilibrando, 2013 ISBN 978-88-95424-05-7
- CEDAC – Documenti e attività 2013-2014, (con Alessandro Serena), Edizioni Equilibrando, 2014 ISBN 978-88-95424-09-5
- CEDAC – Documenti e attività 2015-2016, in Aa. Vv., Edizioni Equilibrando, 2016 ISBN 978-88-95424-06-4

### Poesia
- Simbiosi, Edizioni MG, 1978
- Dedicate, edizione d'arte con un'acquaforte di Renzo Biasion, Edizioni MG, Verona, 1986
- Non fare che accada, edizione d'arte con una matita di Luciano Albertini, Edizioni MG, Verona, 1988
- Poesie 1972-1979, prefazione di Rudy De Cadaval, Edizioni MG, Verona, 1989
- Creazione in trittico, prefazione di Arnaldo Ederle, edizione d'arte con acquaforte di Giovanni Omiccioli, Edizioni MG, Verona, 1989
- Carnaval, (photo de Marco Bertin), Giunti Editore, Firenze, 1995
- Fiabe, prefazione di Paolo Ruffilli, Edizioni del Leone, Venezia, 1998
- Masquerade (photo de Marco Bertin) éditions Edel Classics, Amburgo, Germania, 2005 ISBN 3-937406--33-6
- Il Circo Classico (foto e poesie di Antonio Giarola), Edizioni Equilibrando, testi italiano, inglese e olandese, 2007 ISBN 978-88-95424-00-2
- White. Un viaggio nel colore dei nostri sogni, (Testi dell’omonimo spettacolo), Edizioni Equilibrando, 2014 ISBN 978-88-95424-08-8
- L'Uscio che canta (il nulla si fa parola), Edizioni Equilibrando, 2022 ISBN 978 88 95424 20 0

### Traduzioni
- Antinoo, Epigrammi d’amore, (traduzione dal greco in italiano), Edizioni Equilibrando, 2012 ISBN 978-88-95424-04-0
- Gustavo Bernstein, Esercizi di fede, (traduzione dallo spagnolo in italiano), Edizioni Equilibrando, 2018 ISBN 978-88-95424-15-6
- Dominique Denis e Michèle Pachany-Léotard, Le donne star della pista, (traduzione dal francese in italiano), Edizioni Equilibrando, 2022 ISBN 978 88 95424 163